# Þorfinnr karlsefni
Þorfinnr karlsefni Þórðarson (* um 980 in Island; † 11. Jahrhundert) war ein Wikinger, der um 1010 eine Expedition nach Vinland vornahm.

## Leben

### Herkunft
Das Leben von Þorfinnr karlsefni ist hauptsächlich durch die beiden Vinland-Sagas, die Eiríks saga rauða und die Grænlendinga saga überliefert. Er wird zudem auch namentlich in der Landnámabók und in der Eyrbyggja saga erwähnt.
Der Eiríks saga rauða zufolge war Þorfinnr karlsefni der Sohn von Þórðr hesthǫfði und seiner Frau Þórunn. Seine Großeltern väterlicherseits waren Snorri Þórðarson und seine Frau Þórhildr rjúpa, die Tochter von Þórðr gellir. Snorris Eltern waren Þórðr frá Hǫfða und seine Frau Þorgerðr Þórisdóttir. Þorgerðr war die Tochter von Þórir híma und seiner Frau Fríðgerðr, einer Tochter des irischen Königs Kjarval (Írakonungr). Þórðr war hingegen der Sohn von Bjǫrn byrðusmjǫrr, dem Sohn von Hróaldr hryggr, dem Sohn von Áslakr Bjarnarson, der wiederum ein Sohn von Bjǫrn járnsíða, einem Sohn von Ragnar Lodbrok war, der somit als Urururururgroßvater der patrilineare Vorfahr von Þorfinnr karlsefni war. Die Grænlendinga saga nennt hingegen nur Þorfinnrs Vater, Großvater und Urgroßvater. In der Íslendingabók heißt es zudem, dass Þórðr gellir der Sohn von Óleifr feilann war, einem Sohn von Þorsteinn inn rauði, dessen Mutter Auðr djúpúðga war.
Genaue Lebensdaten von ihm sind nicht überliefert. Abgesehen von seiner Abstammung ist auch nichts über sein frühes Leben bekannt. Es heißt lediglich, dass er auf Handelsreisen fuhr und ein guter Kaufmann sowie sehr wohlhabend war. Es wird aufgrund der üblichen Datierung der Ereignisse und Personen um Vinland davon ausgegangen, dass Þorfinnr karlsefni um 980 geboren sein muss. Ólafur Halldórsson lehnt diese Datierung ab und meint, dass er und seine Frau nicht vor 995 geboren sein können, da die Urenkel erst Ende des 11. Jahrhunderts geboren worden sind.
Der Beiname karlsefni lässt sich in etwa mit „Mannesanwärter“ übersetzen und lässt sich so verstehen, dass Þorfinnr aus dem Stoff gemacht ist, aus dem richtige Männer bestehen, oder „das Zeug zum Mann“ hat. Er wird in den Sagas häufig lediglich mit seinem Beinamen genannt und sogar sein Sohn wird teils Snorri Karlsefnisson genannt.

### Grönland
Die Eiríks saga rauða berichtet, wie Þorfinnr karlsefni beschloss, gemeinsam mit einem Mann namens Bjarni Grímólfsson eine Handelsreise nach Grönland durchzuführen. Auf beiden Schiffen waren 40 Mann. Sie kamen nach einigen Monaten auf See im Herbst in Brattahlíð an, wo Erik der Rote sie aufnahm und sie nach erfolgreichem Handel das Julfest feierten. Anschließend bat er um die Hand von Eriks verwitweter Schwiegertochter Guðríðr Þorbjarnardóttir und sie heirateten auf dem Hof. Das Julfest ist in der Grænlendinga saga nicht überliefert und hier war Erik bereits verstorben, weswegen Eriks Sohn Leif hier der Eheschließung zustimmte.

### Expedition nach Vinland

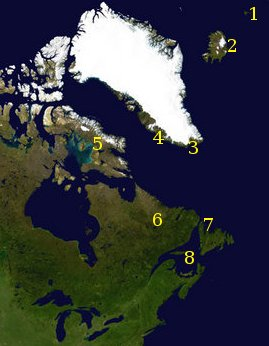
Die Orte, an denen sich Þorfinnr karlsefni während seiner Handelstätigkeit und der Expedition möglicherweise aufhielt.
Norwegen (1)
Island (2)
Eystribyggð (3)
Vestribyggð (4)
Helluland (5)
Markland (6)
Bjarney (7)
Vinland (8)

Auch die folgende Überlieferung zur Expedition nach Vinland unterscheidet sich stark in den beiden Sagas.

#### Reise nach Vinland
Die Eiríks saga rauða berichtet, dass Þorfinnr und Bjarni im folgenden Frühjahr beschlossen, mit ihrem Schiffen eine Expedition nach Vinland vorzunehmen. Mehrere Expeditionen von Eriks Söhnen waren zuvor nur wenig erfolgreich verlaufen. Sie fuhren mit drei Schiffen und 140 Mann ab. An Bord waren zudem unter anderem Eriks Kinder Freydís und Þorvaldur. Sie fuhren erst in die Vestribyggð und dann zur Insel Bjarney, die als die Diskoinsel identifiziert wird. Nach einer eintägigen Reise zurück nach Süden fanden sie Land mit flachen Felsen (hellur), das sie Helluland nannten. Nach einem weiteren Tag, wo sie gen Südosten fuhren, sichteten sie ein bewaldetes Land mit vielen Tieren. Auf einer südöstlich gelegenen Insel töteten sie einen Bären, weswegen sie auch diese Insel Bjarney (nach bjǫrn „Bär“) nannten, während das Festland den Namen Markland (nach mǫrk „Wald“) erhielt. Nach einer längeren Fahrt nach Süden trafen sie auf ein Kap mit Sandstränden. Am Kap fanden sie einen Schiffskiel, nach dem sie das Kap Kjalarnes (nach kjǫlr „Kiel“) nannten, während sie die Strände Furðustrandir (nach furða „Omen, Wunder“) tauften. Sie fuhren in eine Bucht und ließen zwei Schotten, einen Mann und eine Frau, die für ihre Schnelligkeit bekannt waren, das Land anderthalb Tage erkunden. Sie kamen mit Wein und Weizen zurück. Anschließend fuhren sie weiter zu einer Insel voller brütender Eiderenten, die sie wegen der Strömungen (straumar) Straumey nannten und den umliegenden Fjord Straumfjǫrðr. Dort überwinterten sie. Wegen mangelnder Vorräte und schlechter Jagderträge mussten sie jedoch hungern. Anschließend wird eine Episode überliefert, die den rückkehrenden Jagderfolg der Treue zu Gott zuschreibt, den vorherigen Hunger jedoch dem Heidentum, dem der mitgereiste Þorhallr anhing. Anschließend trennte sich die Expedition, wobei neun Männer mit Þorhallr nach Norden reisen wollten, der Rest jedoch mit Þorfinnr nach Süden. Þorhallrs Gruppe wurde jedoch nach Westen abgetrieben und in Irland ermordet oder versklavt.
Die Erzählung in der Grænlendinga saga ist deutlich kürzer gefasst, weicht aber auch inhaltlich stark ab. Hier heißt es, dass sie nur mit einem Schiff mit 60 Männern und 5 Frauen davonfuhren und nur Þorfinnr und seine Frau Guðríðr werden namentlich als Passagiere erwähnt. Erik und sein Sohn Þorvaldr waren dieser Saga zufolge bereits verstorben und spielen somit keine Rolle. Sie fuhren nach Leifsbúðir, der von Leif errichteten Siedlung. In der Eiríks saga rauða hatte Leif sich hingegen kaum in Vinland aufgehalten, geschweige denn eine Siedlung errichtet.

#### Leben in der Siedlung
Þorfinnrs Gruppe erreichte der Eiríks saga rauða zufolge nach mehreren Tagen Reise nach Süden eine Flusslagune, in die sie fuhren und die sie Hóp („Haff“) nannten. Dort verweilten sie, bauten eine Siedlung und fanden Wein, Weizen, Fische in allen Gewässern und viele andere Tiere an Land.
Die Grænlendinga saga berichtet, dass es in Leifsbúðir Wein und Holz gab und die Gegend reich an Landtieren und Fischen war. Sie ernährten sich von einem gestrandeten Wal. Der gestrandete Wal wird im Zusammenhang mit dem Konflikt zwischen Christentum und Heidentum auch in der Eiríks saga rauða erwähnt, allerdings waren dort alle nach dem ersten Verzehr des Fleisches erkrankt.

#### Aufeinandertreffen und Handel mit den Skrælingar
Die Eiríks saga rauða berichtet, dass sie nach anderthalb Monaten eine Gruppe Fellboote sahen. Es kam zu einem friedlichen Aufeinandertreffen zwischen den beiden Gruppen, bevor die Skrælingar wieder davonruderten. Þorfinnr und seine Mannschaft überwinterten in Hóp, wo kein Schnee fiel. Im folgenden Frühjahr kehrte eine noch größere Gruppe Skrælingar zurück und sie begannen regelmäßig zu handeln, wobei sie Schmuckbänder gegen Tierfelle tauschten. Als ein Stier der Wikinger die Skrælingar versehentlich angriff, flüchteten diese.
Auch die Grænlendinga saga berichtet, dass sie im Jahr nach ihrer Ankunft erstmals den Skrælingar begegneten, die aber vom Stier verschreckt wurden. Es kam dennoch zu einem erfolgreichen Handel, wobei Felle gegen Milchprodukte getauscht wurden. Während sie im folgenden Winter erneut handelten, versuchte einer der Skrælingar eine Waffe zu nehmen, woraufhin er von einem Wikinger getötet wurde. Die Skrælingar flüchteten anschließend.
Der Eiríks saga rauða zufolge war im ersten Winter der Sohn Snorri Þorfinnsson geboren worden, der Grænlendinga saga zufolge jedoch erst im zweiten Sommer.

#### Kampf mit den Skrælingar
In der Eiríks saga rauða wird berichtet, dass, nachdem die Skrælingar geflüchtet waren, sie nach drei Wochen zurückkehrten und es zum Kampf kam, bei denen die Wikinger zu unterliegen drohten, bevor Freydís die Skrælinger alleine in die Flucht schlagen konnte. In der Schlacht fielen zwei Wikinger und viele Skrælingar.
Auch in der Grænlendinga saga heißt es, dass Þorfinnr mit der Rückkehr der Skrælingar rechnete, und er bereitete seine Männer auf einen Kampf vor. Bei diesem fielen zahlreiche Skrælingar und der Rest flüchtete. Hier war es jedoch Þorfinnrs Kampftaktik, die den Sieg bescherte.

#### Rückkehr nach Grönland
Aus Angst vor weiteren kriegerischen Auseinandersetzungen beschloss Þorfinnr der Eiríks saga rauða zufolge anschließend die Rückkehr nach Grönland. Als sie nach Norden segelten, trafen sie auf fünf schlafende Skrælingar und töteten sie. Nachdem sie ein weiteres Kap mit vielen Tieren passiert hatten, erreichten sie den Straumfjǫrðr, wo sie blieben. Þorfinnr und 40 Mann reisten jedoch noch einmal für zwei Monate nach Hóp zurück. Anschließend fuhr Þorfinnr mit einem Teil der Mannschaft fort, um den verschollenen Þorhallr zu suchen. Sie passierten Kjalarnes und fuhren dann nach Westen. Nach einiger Zeit fanden sie ein bewaldetes Land mit einer Flussmündung, wo sie anlandeten. Da trafen sie auf einen Einfüßer, der Þorvaldr Eiríksson einen Pfeil in den Bauch rammte, woran dieser kurz darauf verstarb. Nachdem sie weiter gen Norden gefahren waren, kehrten sie zum Straumfjǫrðr zurück und verbrachten dort den dritten Winter. Nach der Überwinterung fuhren sie nordwärts nach Markland, wo sie auf fünf Skrælingar, einen Mann, zwei Frauen und zwei Jungen, trafen. Sie entführten die Jungen, während die Erwachsenen entkommen konnten. Sie lehrten den Jungen ihre Sprache und tauften sie und ließen sich von ihnen über die Lebensverhältnisse der Skrælingar unterrichten. Nachdem sie nach Grönland zurückgekehrt waren, hielten sie sich bei Erik auf. Das Schiff von Bjarne Grímólfsson war auf der Rückreise ebenfalls abgetrieben worden und gesunken, wobei die meisten Männer starben. Bjarne hatte dabei sein eigenes Leben geopfert.
In der Grænlendinga saga wird die Rückreise kaum thematisiert. Nach einem weiteren Winter beschlossen sie nach Grönland zurückzukehren. Sie erreichten die Eystribyggð beladen mit Weinstöcken, Trauben und den ertauschten Tierfellen.

### Späteres Leben
Þorfinnr und seine Frau Guðríðr fuhren der Eiríks saga rauða zufolge anschließend nach Island und ließen sich auf dem Hof seiner Mutter in Reynines nieder.
Die Grænlendinga saga berichtet hingegen, dass, nachdem Freydís im selben Sommer nach Vinland abgereist und im Folgejahr zurückgekehrt war, Þorfinnr karlsefni mit einem reich beladenen Schiff von Grönland nach Norwegen fuhr. Dort überwinterte er mit seiner Frau und sie wurden für ihren Handelserfolg hoch angesehen. Kurz vor ihrer Abreise nach Island verkaufte er noch ein nicht eindeutig identifiziertes hölzernes Objekt an einen Mann aus Bremen. Dieses Objekt wurde in der Forschung als reine Schiffsverzierung und als Astrolabium interpretiert, war aber vermutlich eine Windfahne. Anschließend fuhren sie zum Skagafjörður, wo sie überwinterten. Anschließend kaufte er Land bei Glaumbær, wo er bis zu seinem Tod mit seiner Frau auf einem Hof lebte.
Beide Sagas schließen mit einer Übersicht über die Nachkommenschaft von Þorfinnr karlsefni und Guðríðr Þorbjarnardóttir. Neben dem Sohn Snorri hatten sie noch den Sohn Þorbjǫrn (Eiríks saga rauða) bzw. Bjǫrn (Grænlendinga saga). Snorri war der Großvater von Þorlákur Runólfsson, dem dritten Bischof von Skálholt und der Urgroßvater von Brandur Sæmundsson, dem vierten Bischof von Hólar, während Þorbjǫrn/Bjǫrn der Großvater von Björn Gilsson, dem dritten Bischof von Hólar war. In anderen Sagas werden weitere Nachkommen genannt.

## Rezeption

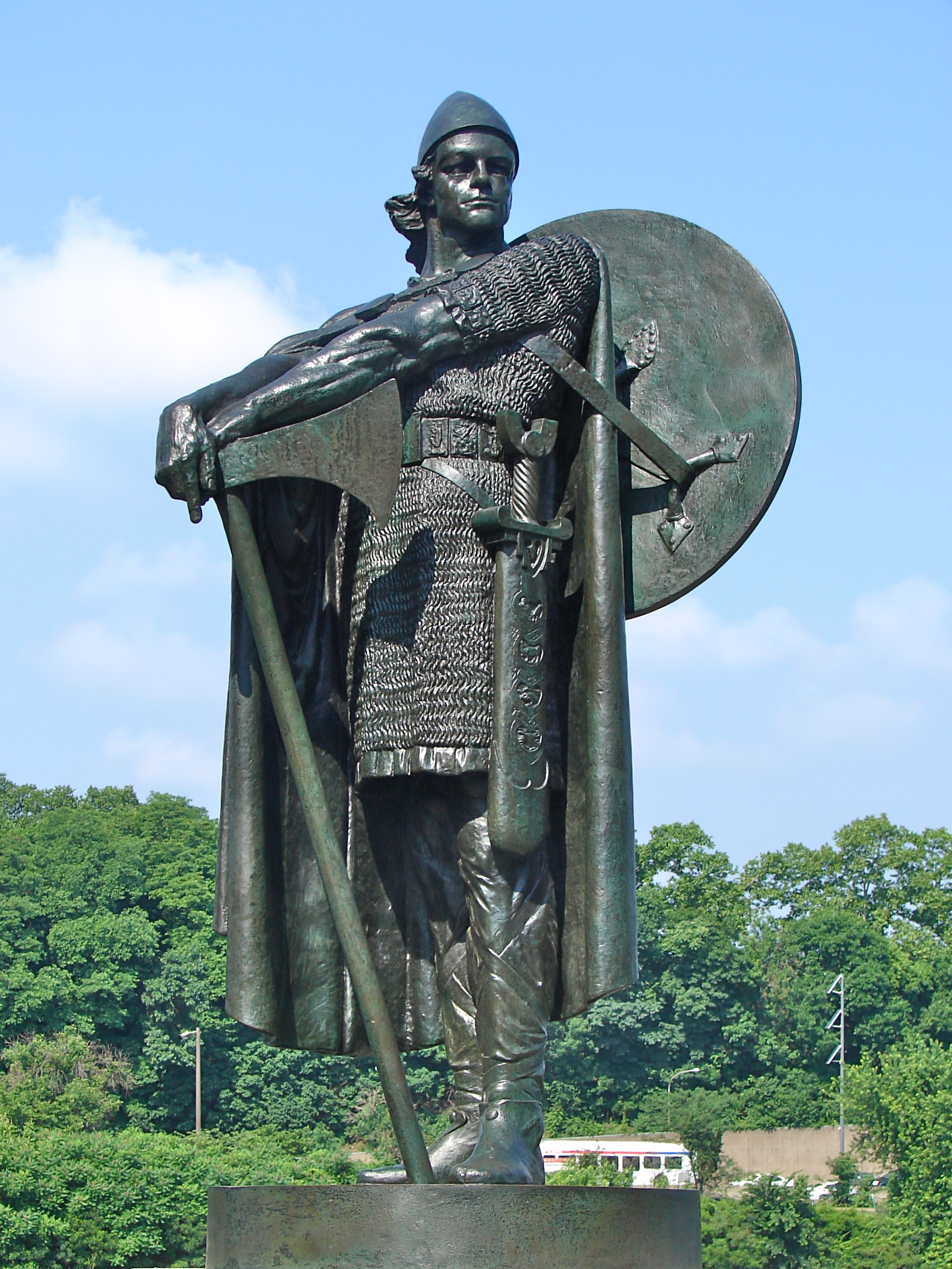
Die Statue in Philadelphia vor ihrer Zerstörung

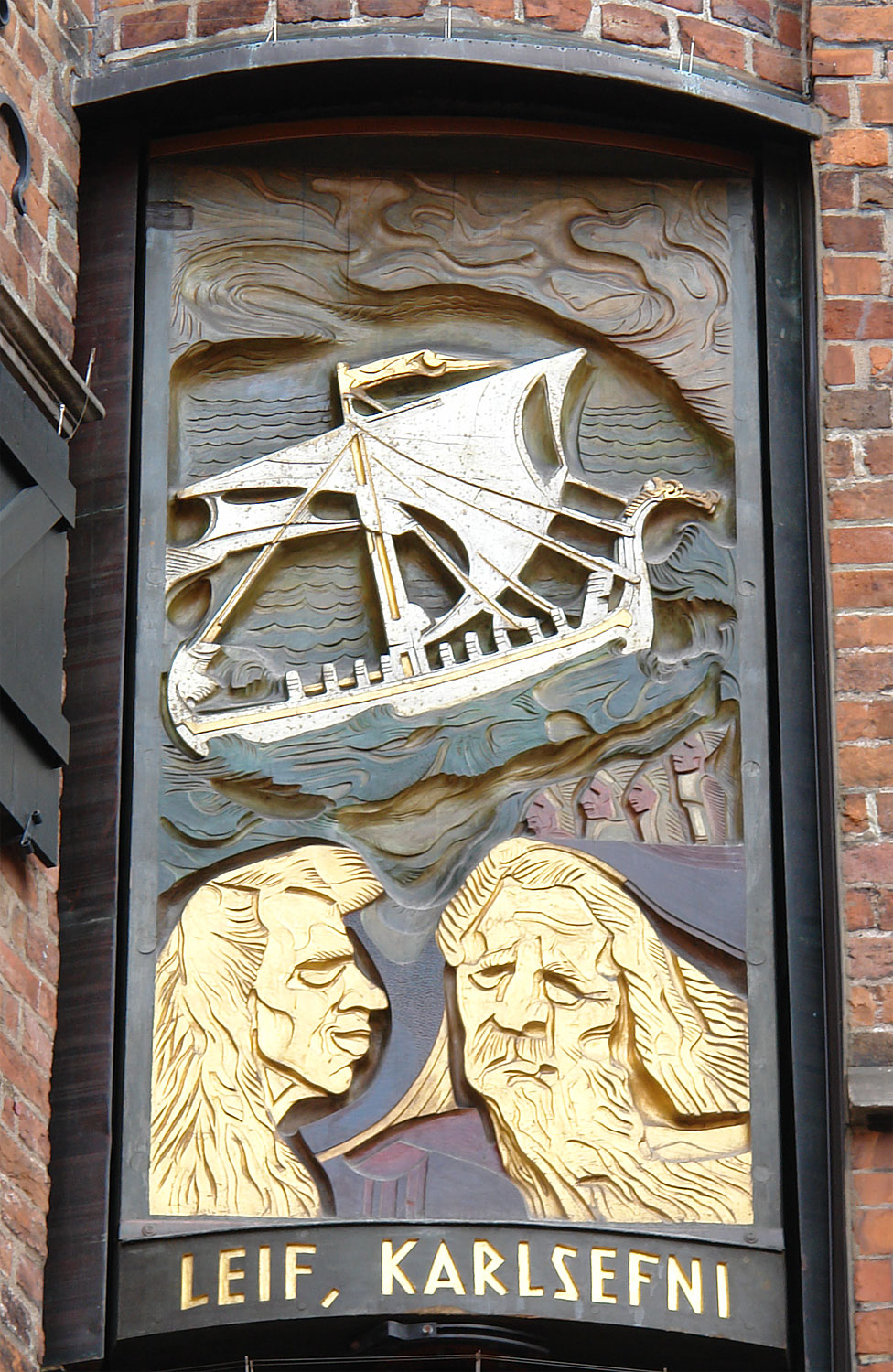
Þorfinnr karlsefni und Leif Eriksson in Bremen

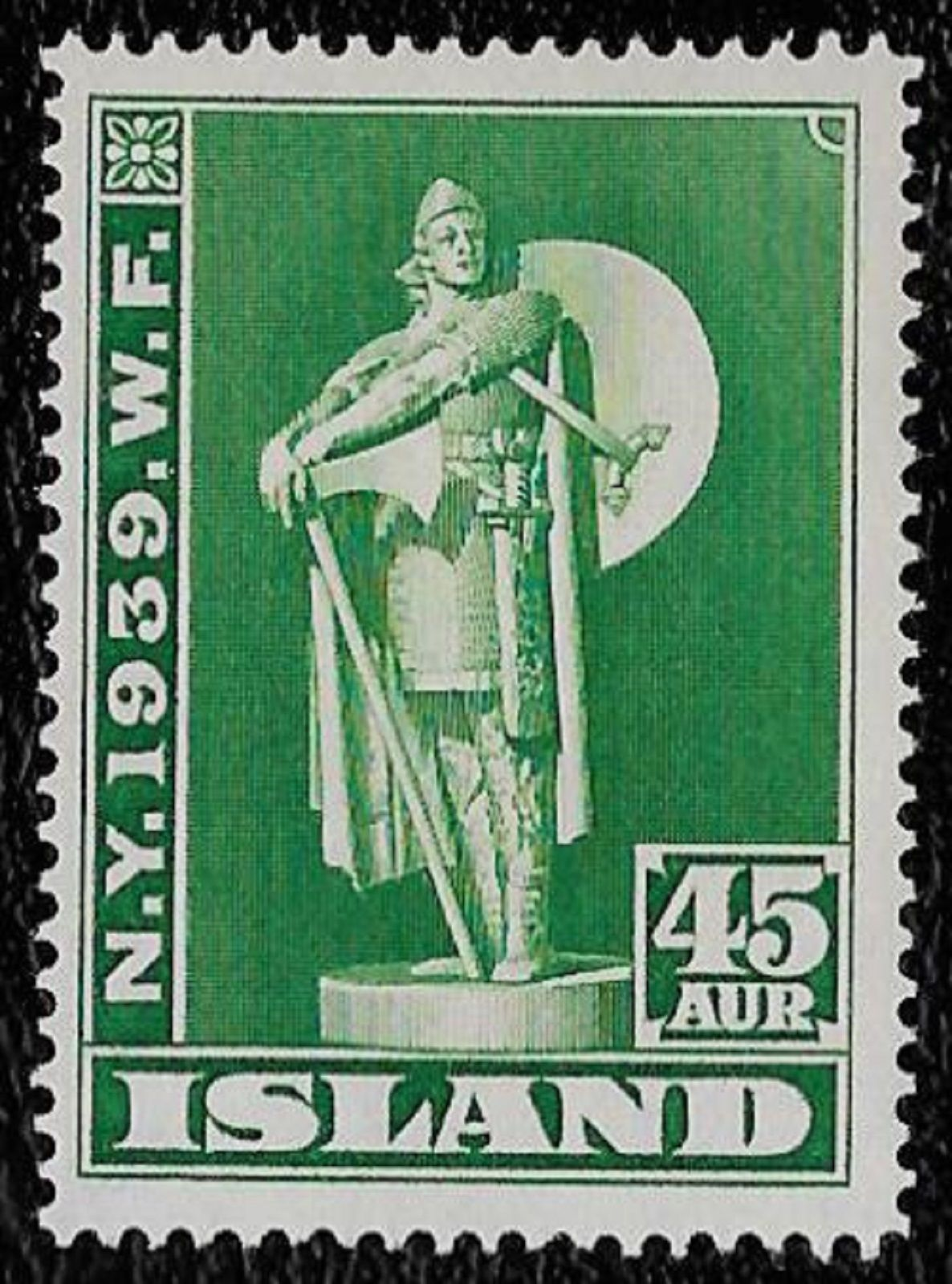
Einer der Briefmarken mit der Statue von Þorfinnr karlsefni

Nachdem die US-Amerikanerin Ellen Phillips Samuel aus ihrem Nachlass das Ellen Phillips Samuel Memorial im Fairmount Park in Philadelphia mit zahlreichen Bronzeplastiken gestiftet hatte, ließ ihr Witwer J. Bunford Samuel eine weitere Bronzeskulptur zu Ehren von Þorfinnr karlsefni aufstellen. Dazu beauftragte er 1917 den isländischen Bildhauer Einar Jónsson, der sie im Folgejahr schuf. Die Skulptur wurde am 20. November 1920 enthüllt.
1938 wurde für den isländischen Pavillon auf der Weltausstellung 1939 in New York City eine Kopie der Statue geschaffen, die anschließend nach Island gesandt wurde. Dort wurde sie am 17. Juni 1947 in Reykjavík in der Þorfinnstjörnin südlich der Tjörnin aufgestellt. Da Einar Jónsson mit der Platzierung unzufrieden war, wurde die Statue im November 1962 abgebaut und eingelagert. Erst 1976 wurde vorgeschlagen die Statue vor einem Altenheim und Kino im Stadtteil Laugardalur wieder aufzubauen, wo sie heute steht.
Nachdem die Statue in Philadelphia seit 2007 als Treffpunkt von Neonazis genutzt worden war, wurde sie nach Protesten im Oktober 2018 von Vandalen von ihrem Sockel entfernt und in den Schuylkill River geworfen und dabei beschädigt. Sie ist seither eingelagert.
In Deutschland ist Þorfinnr karlsefni gemeinsam mit Leif Eriksson in Bremen auf einer von Bernhard Hoetgers Figurentafeln am Haus des Glockenspiels dargestellt.
In Verbindung mit der Weltausstellung gab die isländische Post auch mehrere Briefmarken heraus, die die Statue abbilden.
Eine fiktionalisierte Version von Þorfinnr karlsefni ist der Protagonist der Manga-Reihe Vinland Saga sowie der gleichnamigen Umsetzung als Anime. In diesem wird er als Charakter dargestellt, der als Krieger begann und sich danach zu einem weitgehenden Pazifisten wandelte. Außerdem begegnet er weiteren historischen Figuren wie Knut dem Großen. Seine Reise nach Vinland wird ebenfalls thematisiert.